# Jeholornis
Jeholornis (nghĩa là "chim Jehol") là một chi Avialae sống cách nay từ 122 đến 120 triệu năm vào thời kỳ kỷ Creta tại Trung Quốc.